# Parada do Bispo
Parada do Bispo est une ancienne paroisse civile portugaise (en portugais : freguesia) de la municipalité de Lamego dans le district de Viseu.
La loi no 11-A/2013 du 28 janvier 2013, portant réorganisation administrative du territoire des freguesias, fusionne Parada do Bispo avec la paroisse voisine de Valdigem pour former l’União das freguesias de Parada do Bispo e Valdigem (dont le siège est à Valdigem).